# Jett Lawrence
Jett Lawrence (Landsborough (Queensland), 7 augustus 2003) is een Australisch motorcrosser.

## Carrière
De familie Lawrence verhuisde van Australië naar Groot-Brittannië, om Jett en zijn oudere broer Hunter een betere kans te geven op een succesvolle carrière.
In 2014 won Lawrence op elfjarige leeftijd het 65cc FIM Motocross Junior Wereldkampioenschap. In 2016 reed Lawrence zowel in de Duitse ADAC-serie als in het Wereldkampioenschap motorcross 85cc. In 2018 stapte Jett op veertienjarige leeftijd over naar het EMX250-kampioenschap voor het Suzuki-team van Stefan Everts, waar hij zijn eerste overall won in de laatste wedstrijd in TT Circuit Assen, met een 1-1 overwinning in beide manches. 

## 250cc-carrière

### 2020
Supercross
2020 was Jett's eerste volledige AMA Supercross- en Motocross-seizoen. In zijn derde Supercross-race brak hij echter zijn sleutelbeen, waardoor hij zes weken uitgeschakeld was. Na zijn terugkeer behaalde hij zijn eerste supercrosspodium in Salt Lake City. Hij eindigde het seizoen als tiende algemeen.
Motorcross
Voor de AMA Motocross had Lawrence een solide debuutseizoen, hij eindigde vier keer in de top 5 en won zijn eerste overall in ronde 9 op Fox Raceway. Dit bracht hem op de vierde plaats in het eindklassement en leverde hem de Marty Smith Rookie of the year-prijs 2020 op.

### 2021
Voorafgaand aan het seizoen 2021 werd aangekondigd dat Jett een fabrieksovereenkomst zou tekenen met Team HRC Honda, en ook een sponsorovereenkomst met Red Bull.
Supercross
In de supercross won Lawrence zijn eerste race in de 250cc-klasse in ronde 2, en vervolgens opnieuw in ronde 7 en 17. Hij eindigde op het podium in 5 van de 8 ronden die hij reed, wat hem de derde plaats in het algemeen klassement van het jaar zou opleveren.
Motorcross
In de AMA Motocross won Lawrence zijn eerste AMA-kampioenschap. Hij won 4 wedstrijden en eindigde 8 keer op het podium.

### 2022
Supercross
2022 was een jaar van dominantie in zowel de 250cc East Supercross als de 250cc Motocross. Lawrence won de East-titel in ronde 15. Hij won 4 races en had een podiumpercentage van 100%.
Motorcross
Lawrence begon de nationale kampioenschappen door de eerste vier ronden te winnen tot een fietsstoring in ronde 5 in Red Bud. Hij reageerde door vijf van de volgende zeven ronden te winnen en op Fox Raceway II verdedigde hij met succes de 250cc-titel.
Motorcross der Naties
Voor de Motorcross der Naties racete Lawrence voor het eerst professioneel in zijn carrière op een 450cc. Hij won met 1-2 de Open klasse en leidde team Australië naar een derde plaats.

### 2023
Voor het seizoen 2023 werd aangekondigd dat Jett zijn East-titel niet zou verdedigen, maar naar het Westcoast-kampioenschap zou overstappen, in een poging een van de weinigen te worden die titels aan beide kusten zou hebben gewonnen.
Supercross
Lawrence pakte de 250cc West-titel in ronde 16 in Denver. De week daarop reed hij zijn laatste 250cc-race in Salt Lake City, die hij won.

## 450cc-carrière
Lawrence won zijn professionele debuut in de 450cc AMA Motocross in de eerste ronde van de nationale kampioenschappen met een 1-1-score, op Fox Raceway. Lawrence won het 2023 450cc AMA Motocross Championship in zijn rookieseizoen in ronde negen, in Unadilla. Hij eindigde het seizoen ongeslagen waarin hij 22 reeksen won, een prestatie die niet meer bereitk werd sinds James Stewart in 2008. Lawrence is de eerste rookie die deze prestatie bereikt.

## Palmares
- 450cc AMA Nationals: 2025
- Motorcross der Naties: 2024
- 450cc AMA Nationals: 2024
- 450cc SX: 2024
- 450cc AMA Nationals: 2023
- 250cc SX West: 2023
- 250cc AMA Nationals: 2022
- 250cc SX East: 2022
- 250cc AMA Nationals: 2021
- 250cc SX East: 2021